# Luca Pitti
Luca Pitti (1398 - 1472) est un riche banquier florentin qui vécut au moment de la seigneurie de Cosme de Médicis et qui a laissé son nom au Palais Pitti en initiant sa construction, palais qui fut vendu et qui devint la résidence des Médicis à partir de 1549 après d'importantes modifications.

## Biographie
Il participa au Conseil des Vingt chargé d'organiser la guerre contre la république de Volterra en 1471.